# Dušan Beslać
Dušan Beslać (in serbo Душан Беслаћ?; Sombor, 6 ottobre 1998) è un cestista serbo.

## Palmarès

### Individuale
- KLS MVP: 1

Vojvodina Novi Sad: 2022-23